# Палац Красінських (Дунаївці)
Палац Красінських у Дунаївцях — палац, що знаходиться на вулиці Красінських у Дунаївцях (Дунаєвецький район, Хмельницька область, Україна).

## Історія і архітектура

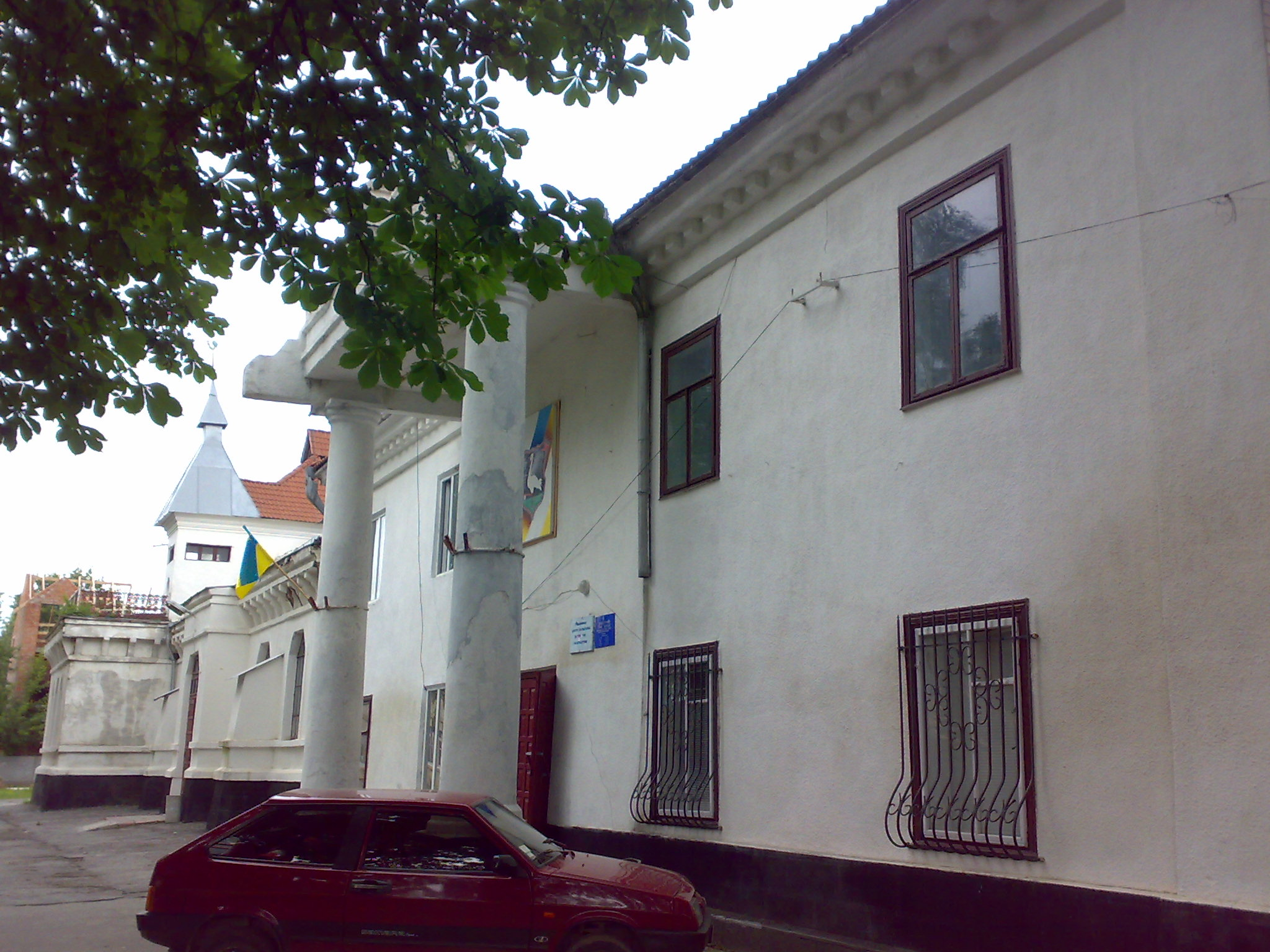
Палац Красінських у Дунаївцях. Сучасний вигляд. 2010

У різні часи поселення належало Потоцьким, Станіславським, Конецпольським та іншим магнатам. Близько 1782 року у Потоцьких маєток у Дунаївцях купив опіногурський староста Ян Красінський (1756–1790) і оселився тут зі своєю дружиною Антоніною (в дівочості Чацькою). 1819 році палац було переоформлено спочатку на онука Антоніни — Зигмунта Красінського, а згодом 1826 року на його батька — Вінцентія.
1850 року маєток було продано Віктору Скибневському. Наполеон Орда, побувавши у Дунаївцях за часів перебування там Скибневських, зробив з нього малюнок. Палац був прямокутний за поземним планом, двоповерховий. Будівля покрита чотирисхилим дахом. У фронтальній частині палацу розміщувався ґанок з двома колонами. Ґанок увінчувався ступінчатим причілком. З другого поверху на ґанок виходив балкон. Палац з трьох боків оточував ландшафтний парк, який нині майже не вцілів.
Палац зберігся до наших часів, але без балкону і з прибудовами — нині у ньому розміщується місцевий Палац культури. До переліку пам'яток архітектури не внесений.

## Власники палацу

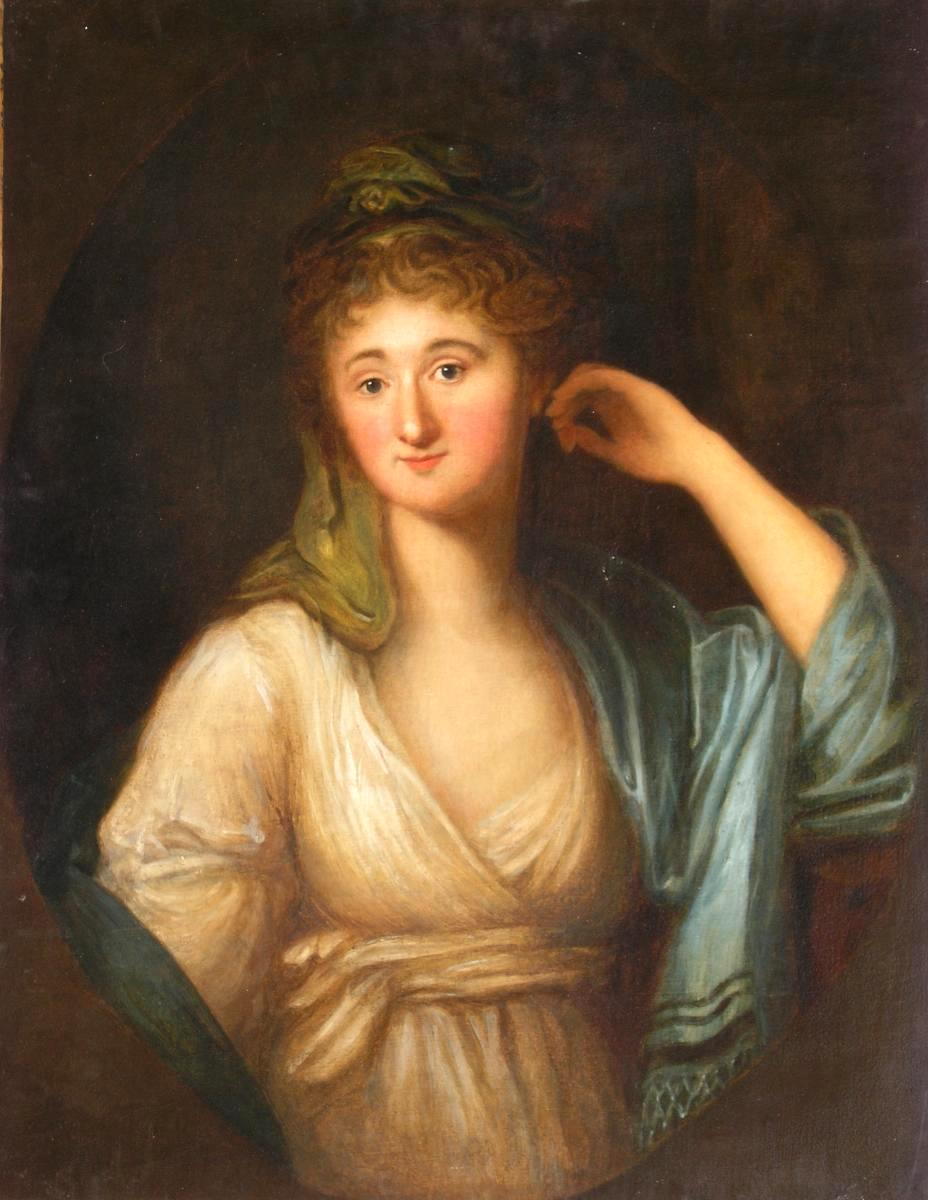
Антоніна Красінська
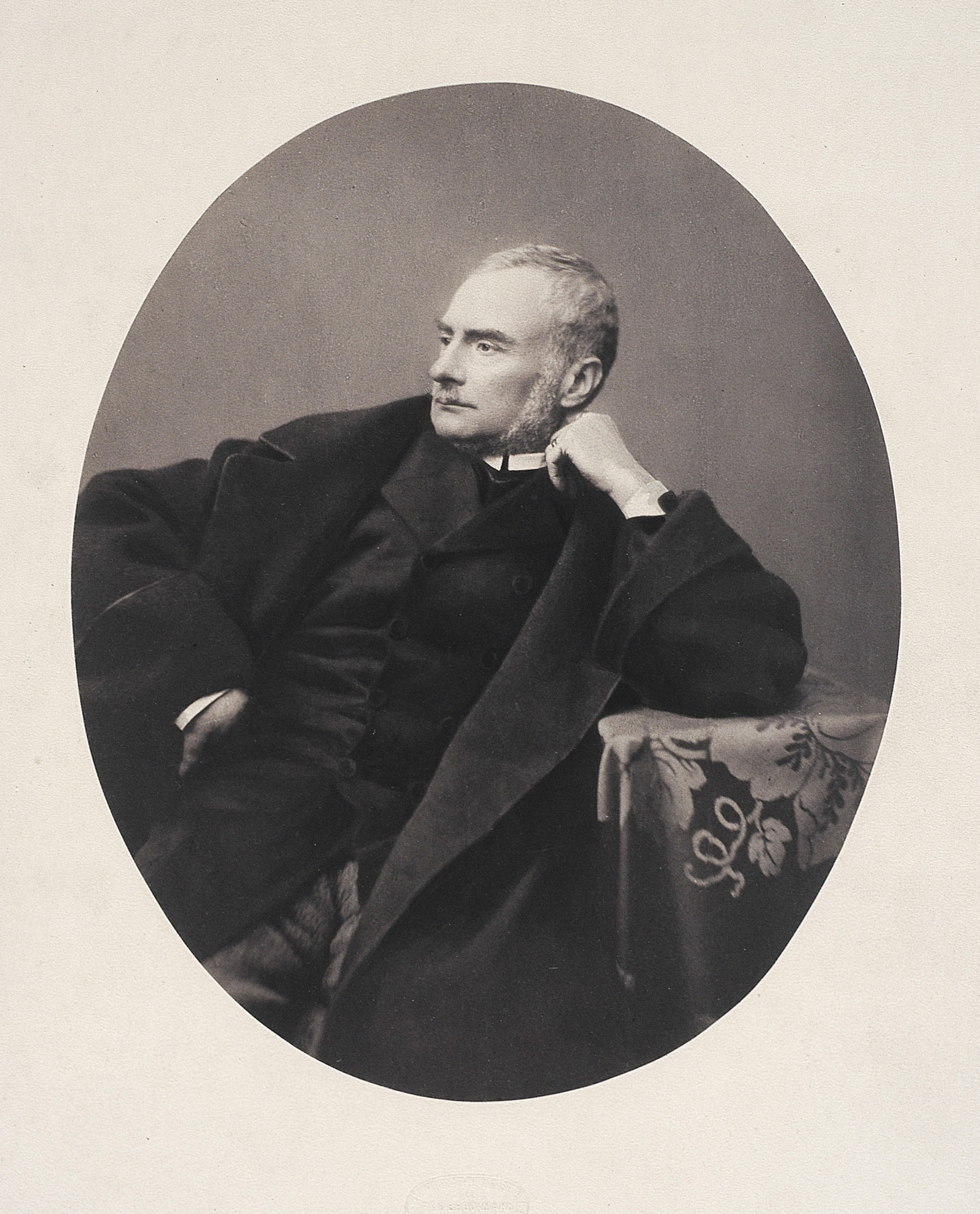
Зигмунт Красінський
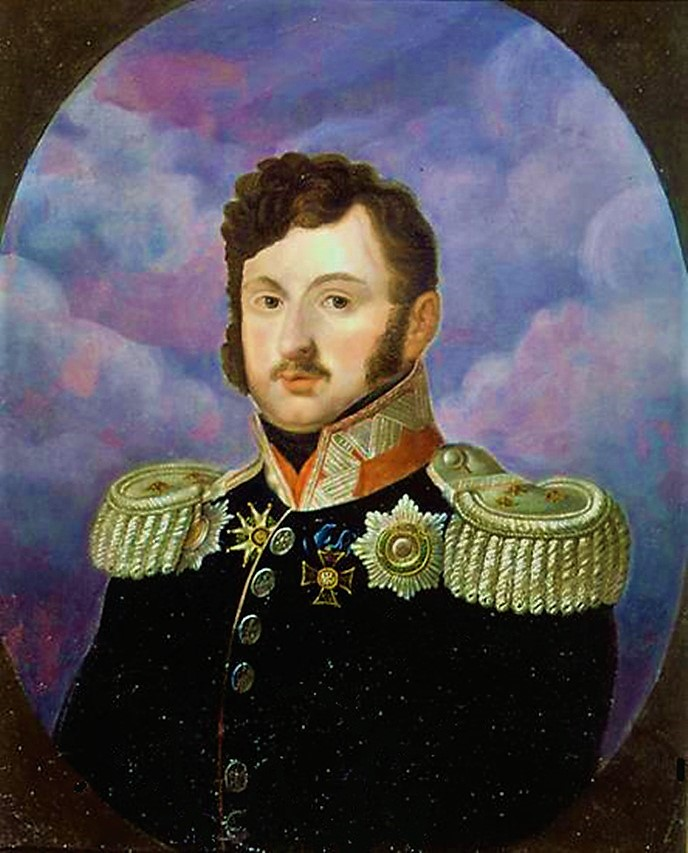
Вінцентій Красінський